# Wölpinghausen
Wölpinghausen is een gemeente in de Duitse deelstaat Nedersaksen. De gemeente maakt deel uit van de Samtgemeinde Sachsenhagen in het Landkreis Schaumburg.
Wölpinghausen telt 1.603 inwoners.

## Indeling van de gemeente
De gemeente Wölpinghausen bestaat sedert haar totstandkoming in 1974 uit de volgende Ortsteile:
- Bergkirchen, ten oost-zuidoosten van het hoofddorp
- Schmalenbruch, een buurtje tussen Bergkirchen en Wiedenbrügge, inclusief Windhorn, een verder oostelijk gelegen gehucht; ook wel beschouwd als een deel van Wiedenbrügge.
- Wiedenbrügge (ten noordoosten van het hoofddorp), inclusief Buschmanns Landwehr
- Wölpinghausen, inclusief gedeeltes van Berghol en Spießingshol.

## Infrastructuur, geografie
Het landschap in de gemeente bestaat uit grote, open gebieden met boerenland, afgewisseld met grote bospercelen.  Ten westen strekt zich de heuvelrug Rehburger Berge uit.
De Bundesstraße 441, de belangrijkste verkeersweg in de gemeente, loopt van west naar oost langs Rehburg-Loccum, noordelijk langs Wiedenbrügge, naar Hagenburg en verder naar Wunstorf.
Op onregelmatige uren rijden er streekbussen van o.a. Hagenburg door Wölpinghausen naar Loccum v.v..

## Geschiedenis

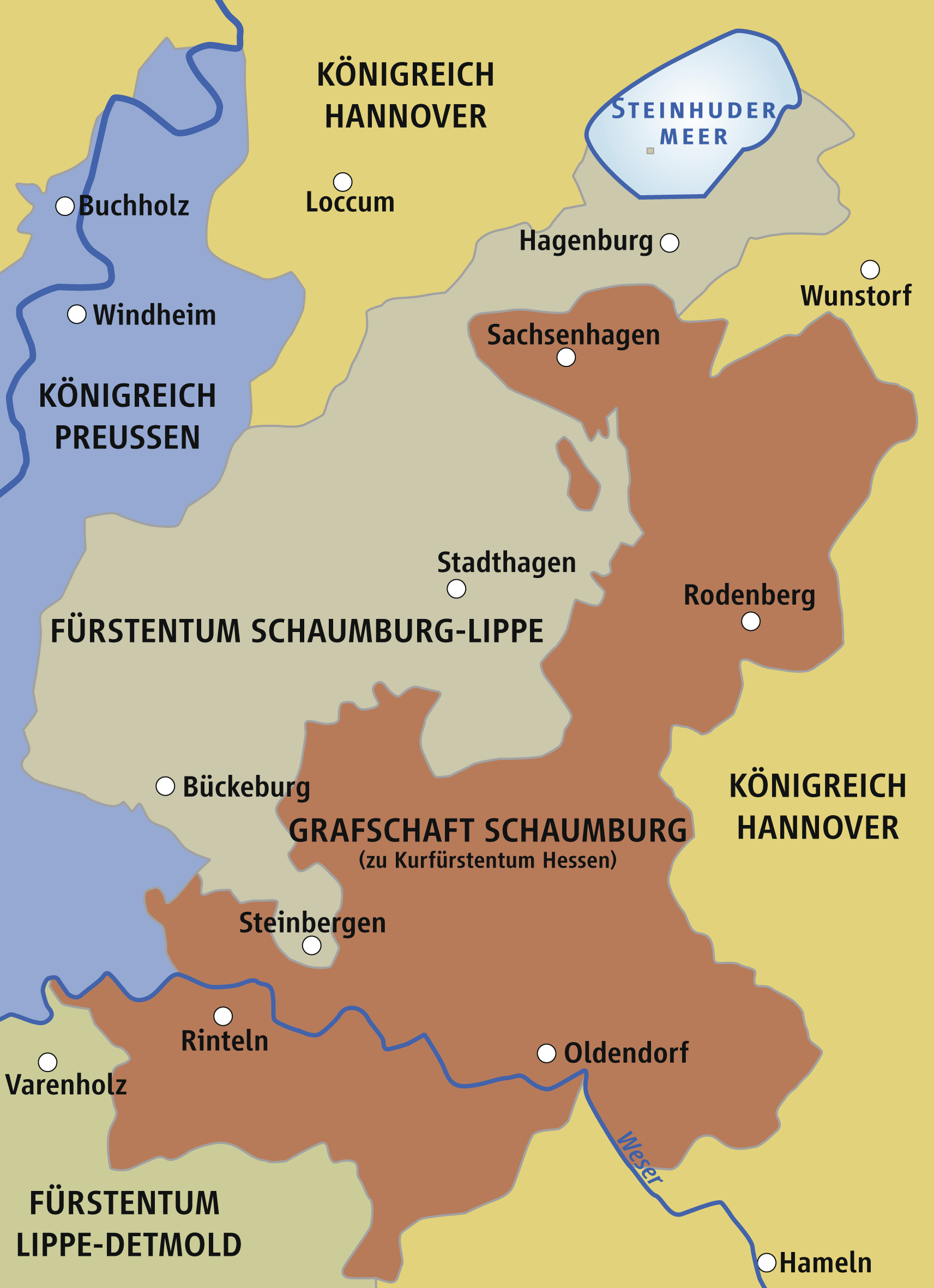
De Schaumburger gebieden van 1648-1866. Wölpinghausen ligt in het grijze, destijds Lippische gebied.

Het dorp wordt als "Welpingehusen" in 1286 voor het eerst in een document vermeld. Evenals Wiedenbrügge was het een Hagenhufendorf, een lintdorp, ontstaan door ontginning van het oude Dühlwald.  Bergkirchen,  "Berkerken" volgens een akte uit 1174, is veel ouder. Het bestond uit een aantal boerderijen langs een hoger gelegen weg door de heuvels, die in tegenstelling tot het omringende Dühlwald, bijna altijd goed begaanbaar was en al in de vroege middeleeuwen een regionale handelsroute werd. Pas nadat Bergkirchen zwaarder door de Dertigjarige Oorlog (1618-1648) was geteisterd dan Wölpinghausen, werd dat laatste dorp belangrijker dan Bergkirchen.
Evenals buurgemeente Hagenburg, werd Wölpinghausen in 1647 bij de deling van het Graafschap Schaumburg aan het Graafschap Schaumburg-Lippe toegewezen. Van 1807-1866 was dit een deel van het Koninkrijk Westfalen en vanaf 1866 een deel van Pruisen; in 1871 werd Pruisen geïntegreerd in het Duitse Keizerrijk.
In 1847-1848 liet vorst Georg Wilhelm von Schaumburg-Lippe als herinnering aan zijn voorvader Wilhelm de Wilhelmsturm bouwen. Sommigen stellen, dat deze toren voor landmeetkundige doelen nodig was, anderen beweren, dat de bouw een werkverschaffingsproject voor de, zeer arme, plaatselijke bevolking was.  Over verscheidene heren van Schaumburg-Lippe wordt verteld, dat dezen in de 18e en 19e eeuw door werkverschaffing, verbetering van de landbouw, invoering van nieuwe gewassen e.d. de armoede in hun gebied probeerden te bestrijden.
In de eerste helft van de 20e eeuw was er te Bergkirchen enige mijnbouw. Ook was er een steengroeve. Van 1898 - 1964 liep het spoorlijntje Steinhuder Meer-Bahn door Schmalenbruch en Wiedenbrügge. het diende o.a. voor vervoer van toeristen naar het Steinhuder Meer. Het spoorlijntje bleek onrendabel, werd opgeheven en verwijderd, en over delen van het tracé loopt tegenwoordig een fietspad.

## Bezienswaardigheden, recreatie
- De omgeving van de dorpen is geschikt voor, ook meerdaagse, wandel- en fietstochten.
- De in 1847 gebouwde 25 meter hoge uitzichttoren Wilhelmsturm in de Rehburger Berge, ten noordwesten van Wölpinghausen, is in de weekends te bezichtigen en beklimmen, en is een geliefd doel voor uitstapjes. Het bos, dat deze heuvelrug bedekt, wordt ten dele als een laatste restant van het oude, oerwoudachtige Dühlwald beschouwd.
- Bezienswaardig is de evangelisch-lutherse Catharinakerk in Bergkirchen. Ze dateert uit de 12e t/m 14e eeuw en werd in 1781 uitgebreid. Het interieur is grotendeels laat-17e-eeuws.

## Galerij

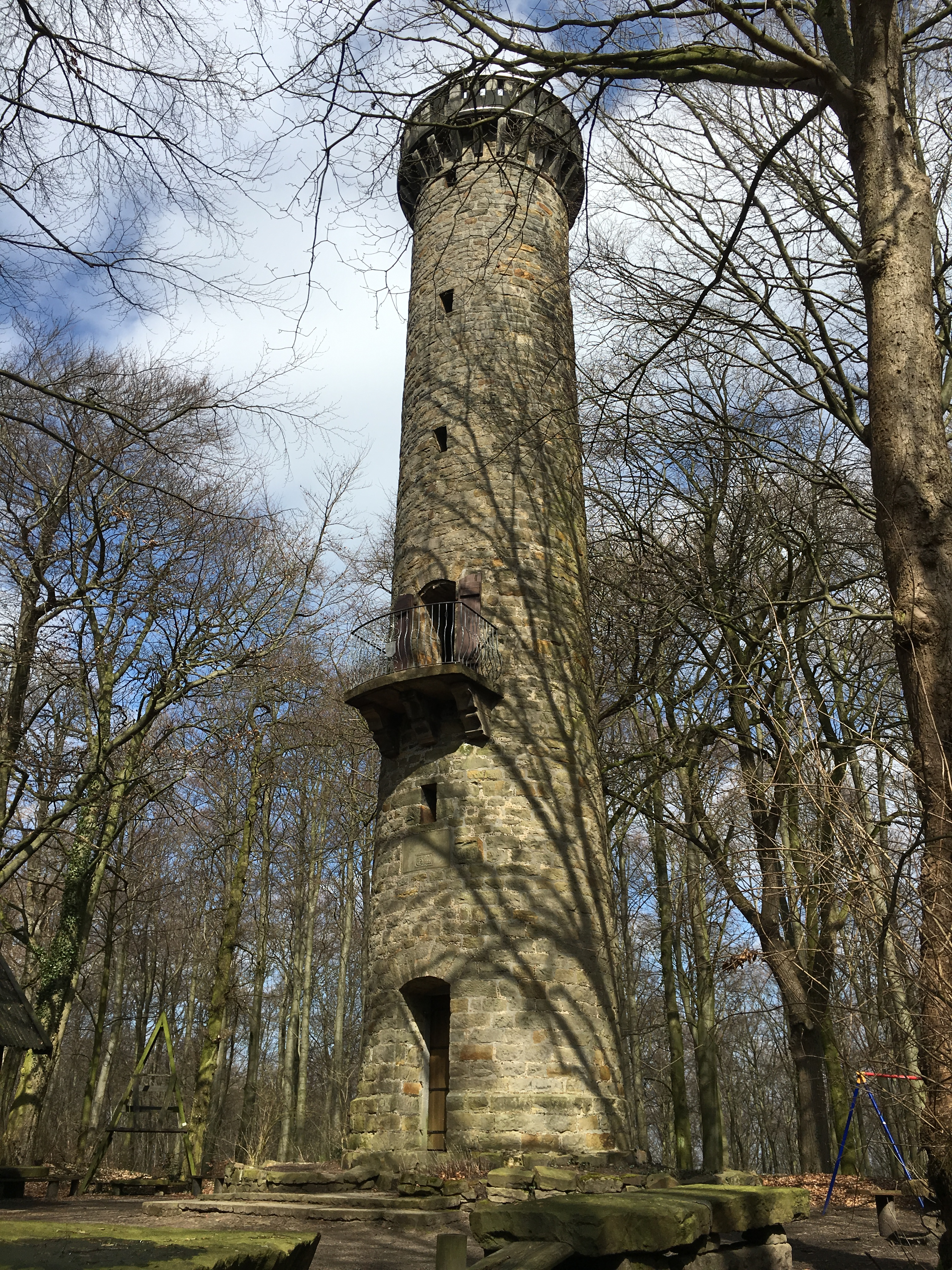
Wilhelmsturm
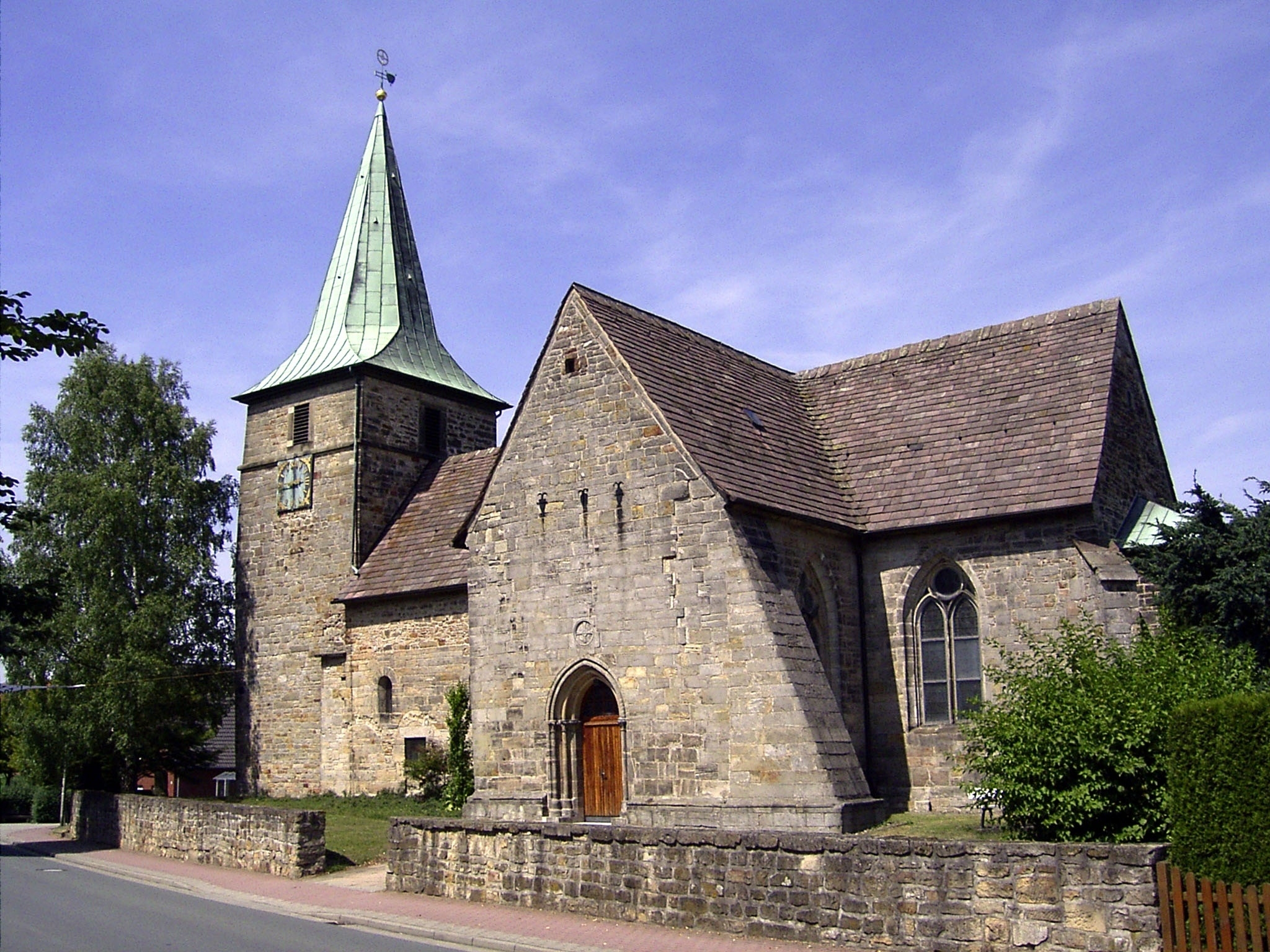
Catharinakerk, Bergkirchen

- Gemeinsame Normdatei: 4108490-1
- Virtual International Authority File: 240371134
- WorldCat: E39PBJwxJ6WT4pFWqM8rp3DQbd

Ahnsen · 
Apelern · 
Auetal · 
Auhagen · 
Bad Eilsen · 
Bad Nenndorf · 
Beckedorf · 
Buchholz · 
Bückeburg · 
Hagenburg · 
Haste · 
Heeßen · 
Helpsen · 
Hespe · 
Heuerßen · 
Hohnhorst · 
Hülsede · 
Lauenau · 
Lauenhagen · 
Lindhorst · 
Lüdersfeld · 
Luhden · 
Meerbeck · 
Messenkamp · 
Niedernwöhren · 
Nienstädt · 
Nordsehl · 
Obernkirchen · 
Pohle · 
Pollhagen · 
Rinteln · 
Rodenberg · 
Sachsenhagen · 
Seggebruch · 
Stadthagen · 
Suthfeld · 
Wiedensahl · 
Wölpinghausen